# Идиофон

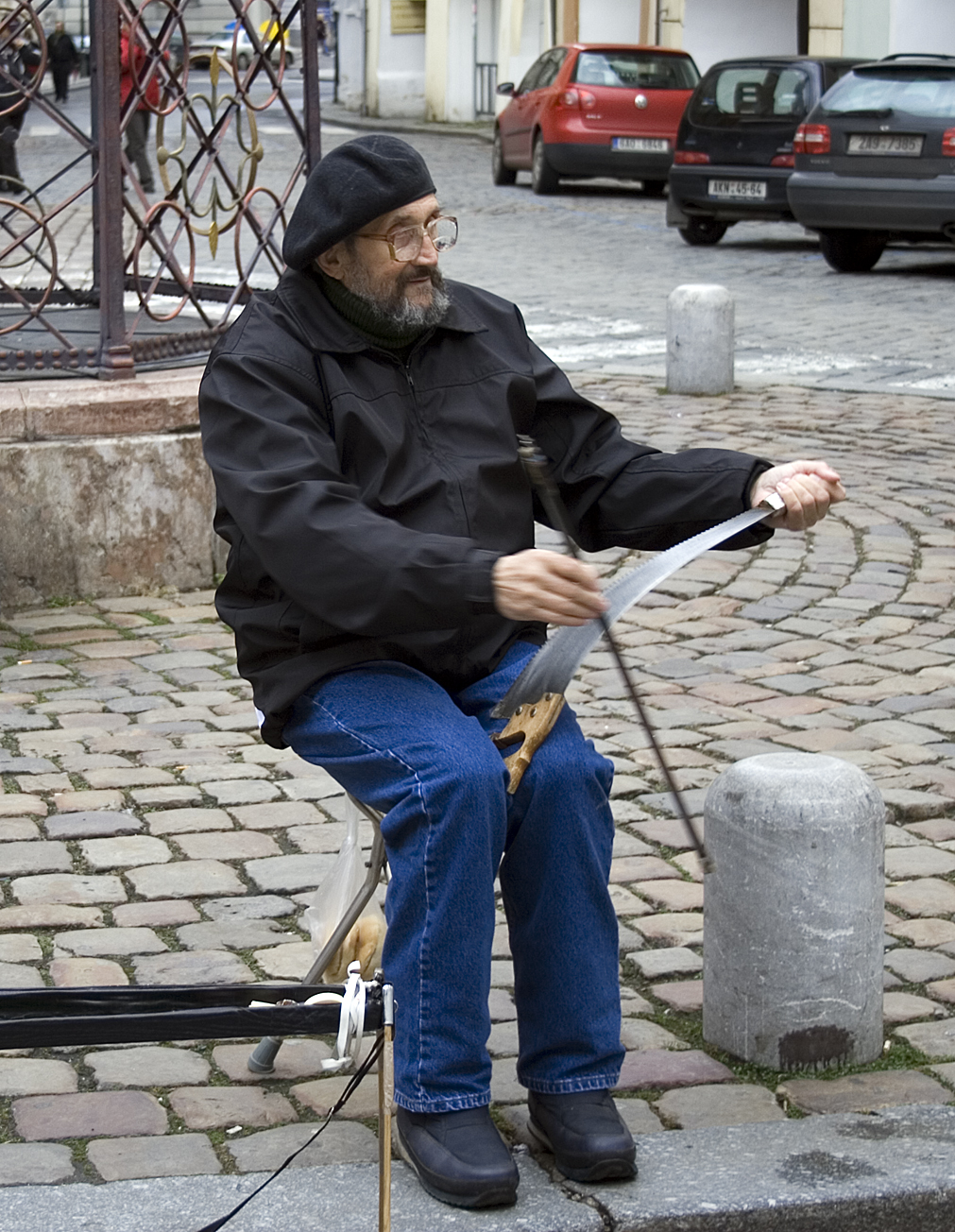
Игра на пиле

Идиофо́н (от греч. ἴδιος — свой + греч. φωνή — звук), или самозвуча́щий инструме́нт — музыкальный инструмент, источником звука в котором является само тело инструмента или его часть, не требующие для звукоизвлечения предварительного натяжения или сжатия (натянутой струны либо мембраны).
Это самый древний вид музыкальных инструментов. Идиофоны присутствуют во всех культурах мира. Они изготовлены большей частью из дерева, металла, керамики либо стекла. Идиофоны являются неотъемлемой частью оркестра. Так, к идиофонам принадлежат большинство ударных музыкальных инструментов, за исключением барабанов с мембранами.
Идиофоны — одна из четырёх основных групп инструментов, выделенных в системе Хорнбостеля — Закса. Далее они делятся на:
- ударные идиофоны: кастаньеты, чакарас, ксилофон, рейнстик, тепонацтль, треугольник, глюкофон, ханг, флексатон;
- щипковые идиофоны;
- фрикционные идиофоны: музыкальная пила, стеклянная гармоника;
- идиофоны с дутьем.

К идиофонам также относятся инструменты, звучащие с помощью природы, например эолова арфа, содзу.
На Руси примерами идиофонов служили стучалки, ложки, тарелки, погремушки, бубенцы, трещо́тки, колотушки, барабанки, пастухальница, било, коса, трензель, коробок, колокол, колокольчики, трещотка (трескотуха), ветряная трещотка, варган, пила, рубель.